# Gilbertiodendron quadrifolium
Gilbertiodendron quadrifolium är en ärtväxtart som först beskrevs av Hermann August Theodor Harms, och fick sitt nu gällande namn av J.Leonard. Gilbertiodendron quadrifolium ingår i släktet Gilbertiodendron och familjen ärtväxter. Inga underarter finns listade i Catalogue of Life.